# Dolichopus mediicornis
Dolichopus mediicornis är en tvåvingeart som beskrevs av George Henry Verrall 1875. Dolichopus mediicornis ingår i släktet Dolichopus och familjen styltflugor. Arten är reproducerande i Sverige. Inga underarter finns listade i Catalogue of Life.